# اکو گیتارز
اکو گیتارز (انگلیسی: Eko guitars) شرکت تجهیزات موسیقی ایتالیایی است، که در سال ۱۹۵۹ تأسیس شد.